# Blud
Blud je porucha myšlení, založená na falešném a chorobném výchozím předpokladu. Člověk je o takovém bludu nezvratně přesvědčen a z něj vyvozuje další závěry, které mohou značně ovlivňovat jeho chování a jednání. Může se např. jednat o přesvědčení, že je daná osoba sledována, ozařována, může vést k přesvědčení o vlastní genialitě či vině atd.

## Charakteristika
Blud musí splňovat tyto charakteristiky:
- Nepravdivost
- Nevývratnost – přesvědčení daného jedince nelze vyvrátit žádnými logickými argumenty
- Vliv na jednání – daný jedinec pod jeho vlivem jedná a blud je v centru pozornosti daného jedince
- Chorobný vznik – blud je vytvořen u jedince 2. signální soustavou. Je to jeho představa vyvolaná halucinacemi. Tyto jsou pro mozek nemocného vjemy z vnějšku. Proto mluvení v hlavě, reakce na jeho myšlenky, ozvučení vlastních myšlenek a schopnost komunikovat s tím, co reaguje v jeho hlavě na danou situaci, vyvolá v 2. signální soustavě tvorbu schémat, přístrojů, systémů, institucí, které jsou napojeny na mozek jedince. Halucinace a/nebo mluvení v hlavě vytváří představy, komunikační schémata, dlouhodobě, roky. Člověk je halucinacemi trýzněn, je štvaným zvířetem. 2. signální soustava dlouhodobě vytváří obrazy toho, kdo/co mu to dělá. Až to člověk bere jako normální věc. Nikdo v historii sám nepřišel na to, že má vytvořen blud. Neboli svou konstrukci, komplexní, toho, co slyší, vnímá, cítí a vzniku všech těchto smysly vnímaných jevů, dějů.

Blud může být individuální či kolektivní (pak jej sdílí více lidí). Zvláštním případem je tzv. folie à deux (franc. „šílenství ve dvou“), což je označení situace, kdy se stejná duševní choroba projeví ve stejném okamžiku u dvou navzájem si blízkých osob.

## Typy bludů

### Makromanické
- Megalomanické – přesvědčení o zvláštním významu vlastní osobnosti
- Extrapotenční – přesvědčení o nadpřirozených schopnostech či nadání
- Originární – přesvědčení o vznešeném původu
- Inventorní – přesvědčení daného jedince o tom, že je vynálezcem významné inovace
- Reformátorské – přesvědčení o tom, že daný jedinec provede významné změny ve společnosti
- Mesiášské (religiózní) – přesvědčení daného jedince o tom, že je spasitelem
- Erotomanické – přesvědčení o sexuální neodolatelnosti pro druhé osoby
- Eternity – přesvědčení, že dotyčný je nesmrtelný, že nezemře

### Mikromanické
- Insuficientní – přesvědčení o vlastní neschopnosti
- Autoakuzační – sebeobviňování za různá neštěstí atp.
- Obavné – přesvědčení, že se přihodí katastrofa
- Ruinační – přesvědčení o totálním zchudnutí
- Negační – popírá existenci (buď vlastní či někoho jiného – např. z rodiny atp.)
- Enormity – přesvědčení, že svojí existencí či činností přivodí katastrofu
- Eternity – přesvědčení, že musí žít navždy, aby trpěl za své hříchy
- Hypochondrické – přesvědčení daného jedince, že trpí nějakou chorobou – většinou nevyléčitelnou
- Dysmorfofobické – Přesvědčení, že část těla je znetvořená nebo zohyzděná

### Paranoidní
- Paranoidní – připisuje věcem a situacím kolem sebe význam ve vztahu k vlastní osobě
- Perzekuční – přesvědčení o pronásledování a ohrožení vlastní osoby
- Kverulační – pod vlivem přesvědčení o perzekuci si stěžuje na policii, různé instituce, podává žaloby a odvolává se až k nejvyšším místům
- Emulační (žárlivecké) – přesvědčení o nevěře partnera
- Transformační – chorobný pocit změny osobnosti
- Metamorfózy – pocit změny v jinou bytost – např. zvíře
- Kosmické – obsahem jsou např. mimozemské civilizace (ovlivňování, pozorování...)